# Charaxes brutus
Charaxes brutus es una especie de lepidóptero de la familia Nymphalidae. Es originaria de África.
Tiene una envergadura de alas de 60–75 mm en los machos 75–90 mm en las hembras. El periodo de vuelo comprende todo el año.
Las larvas se alimentan de especies de Grewia, Entandrophragma delevoi, Trichilia dregeana, Blighia unijugata, Melai azedarach, Trichilia emetica, y Ekebergia capensis.

## Subespecies
Se reconocen las siguientes subespecies:
- Charaxes brutus brutus (Guinea, Sierra Leona, Liberia, Costa de Marfil, Ghana, oeste de Nigeria)
- Charaxes brutus alcyone (costa de Kenia & Tanzania)
- Charaxes brutus angustus (este de Nigeria, Camerún, República Centroafricana, Gabón, Congo, norte de Angola, Zaire, oeste de Uganda)
- Charaxes brutus natalensis (Sudáfrica, Zimbabue, Botsuana, Mozambique, Malawi, Tanzania)
- Charaxes brutus roberti (isla Pemba)

## Galería

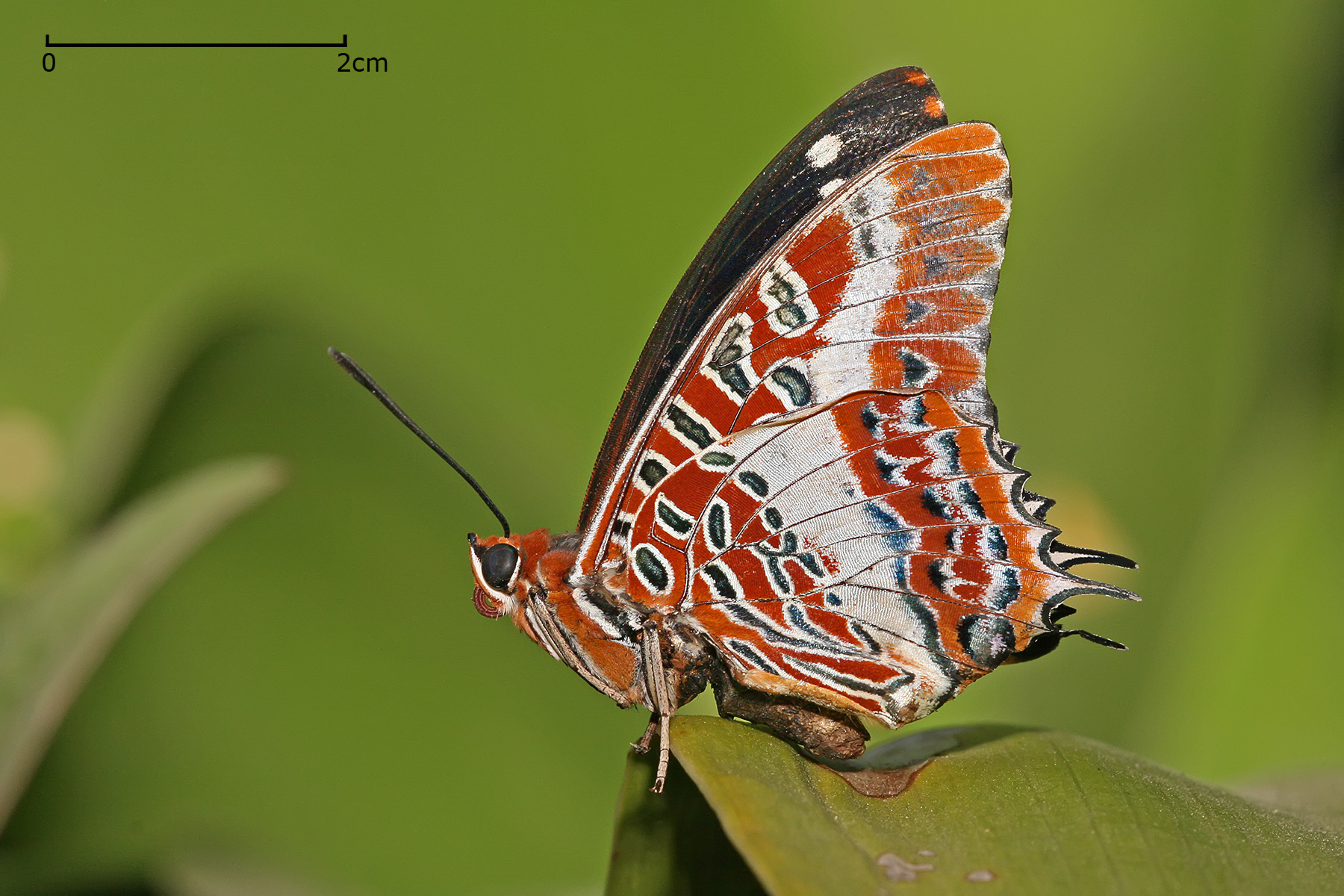
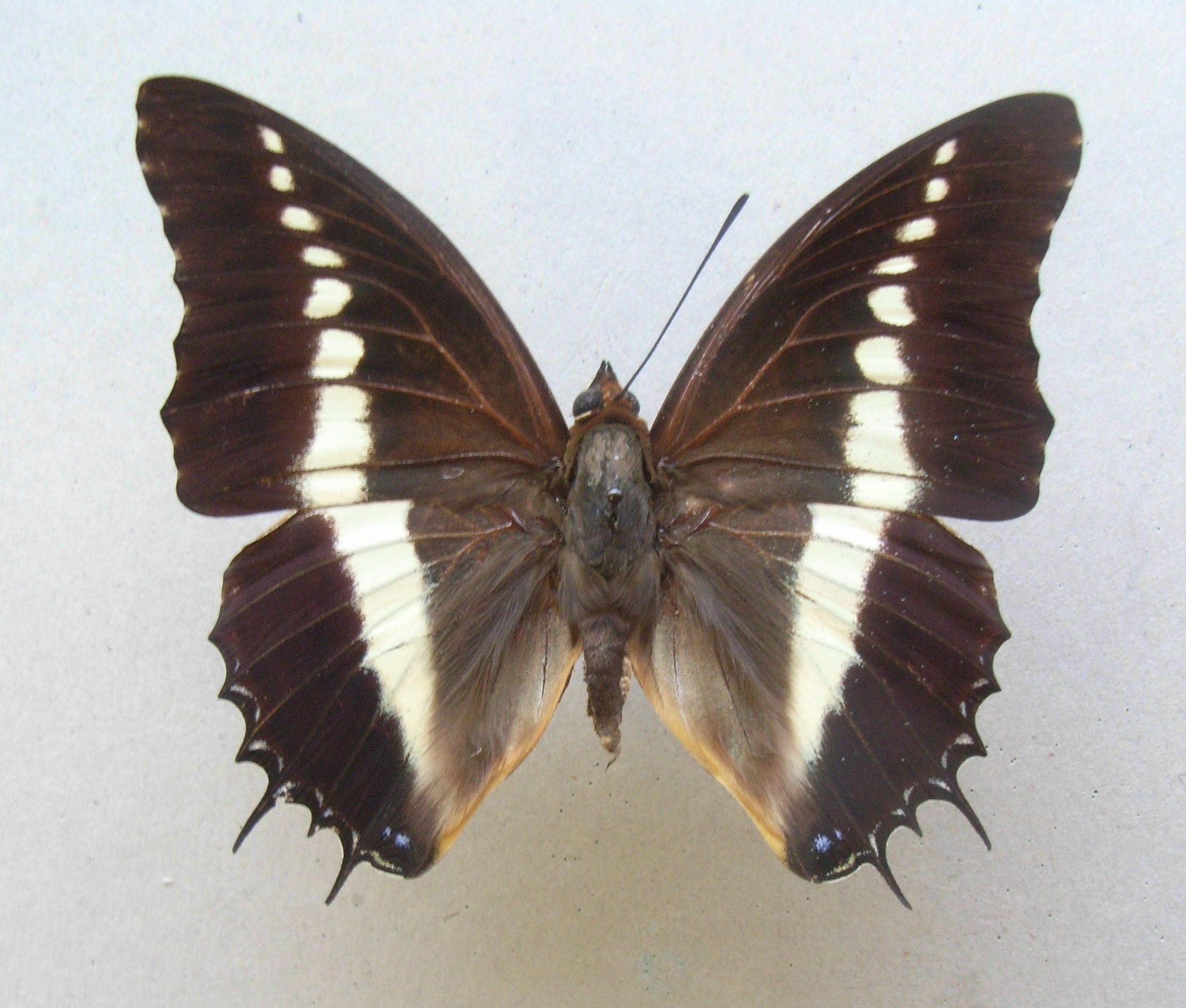